# Gruffydd ap Cynan
Gruffudd ap Cynan (c. 1055-1137), a veces escrito Gruffydd ap Cynan, fue rey de Gwynedd desde 1081 hasta su muerte en 1137. En el curso de un larga y azarosa vida, se convirtió en una figura clave en la resistencia galesa al dominio normando, siendo recordado como rey de todo Gales. Como descendiente de Rhodri Mawr, Gruffydd ap Cynan era un miembro sénior de la Casa de Aberffraw.
A través de su madre, Gruffydd tuvo conexiones familiares cercanas con los asentamientos nórdicos cercanos a Dublín y frecuentemente utilizó Irlanda como refugio y fuente de tropas. Alcanzó y perdió tres veces el trono de Gwynedd antes de recuperarlo definitivamente en 1099. Gruffydd puso los cimientos sobre los que construyeron su poder su hijo Owain Gwynedd y su bisnieto Llywelyn el Grande.

## Vida
Inusualmente para un rey galés o príncipe, una biografía casi contemporánea de Gruffydd, La historia de Gruffudd ap Cynan, ha sobrevivido. Mucho de nuestro conocimiento de Gruffydd proviene esta fuente. La visión tradicional de los académicos era que había sido escrita en el tercer cuarto del siglo XII durante el reinado de su hijo, Owain Gwynedd, pero recientemente se ha sugerido que pueda datar de comienzos del reinado de Llywelyn el Grande, alrededor 1200.
La mayoría de los manuscritos de la historia están en galés, pero son claramente traducciones de un original latino. Se considera normalmente que la versión latina original se perdió, y que las versiones latinas existentes son retraducciones del galés. Sin embargo, Russell (2006) ha sugerido que la versión latina en Peniarth MS 434E incorpora la versión latina original, posteriormente enmendada para alinearla con el texto galés.

### Ascendencia
Según la Vida de Gruffudd ap Cynan, Gruffydd nació en Dublín y se crio cerca de Swords, en el condado de Dublín. Fue hijo del príncipe galés, Cynan ap Iago, aspirante a la corona de Gwynedd pero que probablemente nunca llegó a reinar, aunque su padre, el abuelo de Gruffydd, Iago ab Idwal ap Meurig gobernó Gwynedd de 1023 a 1039. Cuando Gruffydd apareció por primera vez en la escena galesa, los anales galeses se refieren a él en numerosas ocasiones como "nieto de Iago" más que como "hijo de Cynan", indicando que su padre era poco conocido en Gales. Cynan ap Iago parece haber muerto mientras Gruffydd era todavía joven, ya que la Historia describe a su madre contándole quien era su padre.
Según la Historia Gruffud vab Kenan, Gruffydd era hijo de Ragnailt ingen Amlaíb, una nieta del rey Sigtrygg Silkbeard y miembro de la dinastía Hiberno-nórdica de los Uí Ímair. Este último tuvo dos hijos llamados Amlaíb: uno muerto en 1013, mientras que el otro Olaf Sigtryggsson falleció en 1034. Cualquiera de los dos podría haber sido el padre de Ragnailt.
Durante sus muchas luchas para obtener el reino de Gwynedd, Gruffydd recibió ayuda considerable de Irlanda, de los hibernonórdicos de Dublín, las Islas y Wexford y de Muirchertach Ua Briain.

### Primer asalto al trono
Gruffydd intentó por primera vez hacerse con el dominio de Gwynedd en 1075, a la muerte de Bleddyn ap Cynfyn. Trahaearn ap Caradog había tomado control de Gwynedd pero no había conseguido establecerse firmemente. Gruffydd desembarcó en Abermenai Point, Anglesey con una fuerza irlandesa, y con la ayuda de las tropas proporcionadas por el normando Robert de Rhuddlan, venció primero a Cynwrig ap Rhiwallon, aliado de Trahaearn que defendía Llŷn, y luego derrotó a Trahaearn en la batalla de Gwaed Erw en Meirionnydd y se hizo con Gwynedd.
Gruffudd dirigió entonces sus fuerzas al este para reclamar los territorios ocupados por los normandos, y pese a la ayuda proporcionada anteriormente por Robert de Rhuddlan atacó y destruyó el castillo de Rhuddlan. Sin embargo, la tensión entre el guardaespaldas hiberno-danés de Gruffud y los galeses provocaron una rebelión en Llŷn, y Trahaearn aprovechó para contraatacar, derrotando a Gruffudd en la batalla de Bron yr Erw sobre Clynnog Fawr el mismo año.

### Segundo asalto y captura por los normandos

Escudo de armas atribuido retroactivamente a Gryffudd ap Cynan

Gruffudd huyó a Irlanda pero, en 1081, regresó e hizo una alianza con Rhys ap Tewdwr, príncipe de Deheubarth. Rhys había sido atacado por Caradog ap Gruffydd de Gwent y Morgannwg, y había sido forzado para huir a la catedral de San David. Esta vez, Gruffudd embarcó en Waterford con una fuerza compuesta de daneses e irlandeses y desembarcó cerca de St David's, presumiblemente previo acuerdo con Rhys. Aquí se le unió una fuerza de sus seguidores de Gwynedd, y él y Rhys marcharon al norte en busca de Trahaearn ap Caradog y Caradog ap Gruffudd, que se habían aliado con Meilyr ap Rhiwallon de Powys. Los ejércitos de las dos confederaciones se encontraron en la Batalla de Mynydd Carn, con Gruffudd y Rhys victoriosos y Trahaearn, Caradog y Meilyr muertos. Gruffudd fue así capaz de alcanzar el trono de Gwynedd por segunda vez.
Pronto tuvo que afrontar un nuevo enemigo, ya que los normandos se dirigían ahora a Gwynedd. Gruffudd no había sido rey por mucho tiempo cuando fue convocado a una reunión con Hugh, Conde de Chester y Hugh, Conde de Shrewsbury en Rhug, cerca de Corwen. En la reunión Gruffudd fue capturado y hecho prisionero. Según su biógrafo había sido traicionado por uno de sus hombres, Meirion Goch. Gruffudd fue encarcelado en el castillo del conde Hugh en Chester durante muchos años mientras Hugh y Robert de Rhuddlan conquistaron Gwynedd, construyendo castillos en Bangor, Gales Bangor, Caernarfon y Aberlleiniog.

### Huida y tercer reinado
Gruffudd reapareció en los años de escena más tarde, habiendo escapado de su cautiverio. Según su biografía se encontraba encadenado en Chester cuándo Cynwrig el Alto, en una visita a la ciudad, vio su oportunidad cuando los burgueses estaban cenando. Recogió a Gruffudd con sus cadenas, y lo sacó de la ciudad a hombros. Hay debate entre historiadores acerca del año de la huida de Gruffudd. Ordericus Vitalis menciona un "Grifridus" atacando a los normandos en 1088. La Historia declara en una ocasión que Gruffudd estuvo encarcelado doce años, y en otra que fueron dieciséis. Ya que fue capturado en 1081, su liberación se dataría en 1093 o 1097.
Gruffudd se refugió nuevamente en Irlanda pero regresó a Gwynedd para dirigir asaltos a los castillos normandos como Aber Lleiniog. La revuelta galesa había comenzado en 1094 y a finales de 1095 se había extendido a muchas partes del país. Esto indujo a Guillermo II (William Rufus) a intervenir, invadiendo el norte de Gales en 1095. Sin embargo, su ejército fue incapaz de forzar a los galeses a una batalla y regresó a Chester sin haber conseguido mucho. Guillermo montó una segunda invasión en 1097, otra vez sin mucho éxito. La Historia solo menciona una invasión por Rufus, que podría indicar que Gruffudd no presentó en la resistencia a la primera invasión. En este tiempo Cadwgan ap Bleddyn de Powys dirigió la resistencia galesa.
En verano de 1098, Hugh de Chester se unió al conde Hugh de Shrewsbury en otro intento de recuperar sus pérdidas en Gwynedd. Gruffudd y su aliado Cadwgan ap Bleddyn retrocedieron hasta Anglesey, pero se vieron obligados a huir a Irlanda en un skiff cuándo una flota danesa contratada en Irlanda aceptó una oferta mejor de los normandos y cambió de bando.

### Rey por cuarta vez y consolidación
La situación cambió con la llegada de una flota noruega bajo las órdenes de Magnus III, que atacó a las fuerzas normandas cerca del extremo este de Menai Straits. Hugh de Shrewsbury fue asesinado por una flecha se dice que disparada por el propio Magnus. Los normandos evacuaron Anglesey, y al año siguiente, Gruffudd regresó de Irlanda para tomar posesión nuevamente, habiendo llegado aparentemente a un acuerdo con Hugh de Chester.
A la muerte de Hugh de Chester en 1101, Gruffudd consolidó su posición en Gwynedd, tanto por la diplomacia como por la fuerza. Se entrevistó con Enrique I, que le concedió el dominio de Llŷn, Eifionydd, Ardudwy y Arllechwedd, extendiendo su reino. Hacia 1114, había obtenido suficiente poder como para que Enrique I tuviera que invadir Gwynedd en un ataque desde tres frentes, al frente de uno de los cuales estaba Alejandro I de Escocia. Enfrentado a una fuerza superior, Gruffudd se vio obligado a prestar homenaje a Enrique y pagar una importante multa, pero no llegó a ceder territorio. Hacia 1118, y dada su avanzada edad, la mayoría de los combates para ampliar las fronteras de Gwynedd hacia el este el sur los dirigían los tres hijos habidos de su matrimonio con Angharad, hija de Owain ab Edwin de Tegeingl: Cadwallon, Owain Gwynedd y Cadwaladr. Los cantrefs de Rhos y Rhufoniog fueron anexionados en 1118, Meirionnydd capturado de Powys en 1123, y Dyffryn Clwyd en 1124. Otra invasión inglesa en 1121 fracasó nuevamente. El rey tuvo que negociar con Gruffudd y desistió de nuevas intentonas durante el reinado de Gruffudd. La muerte de Cadwallon en una batalla contra las fuerzas de Powys cerca de Llangollen en 1132 muestra la expansión alcanzada.
Gruffudd era ahora suficientemente poderoso como para asegurar que su candidato David el Scoto fuera consagrado Obispo de Bangor en 1120. La sede había estado efectivamente vacante desde que el obispo Hervey le Breton había sido obligado a huir por los galeses casi veinte años atrás, cuando Gruffudd y Enrique no pudieron acordar un candidato. David reconstruyó la cátedra de Bangor gracias a la contribución financiera de Gruffudd.
Owain y Cadwaladr, en alianza con Gruffudd ap Rhys de Deheubarth, obtuvieron o una victoria aplastante sobre los normandos en Crug Mawr cerca de Cardigan en 1136 y tomaron posesión de Ceredigion. La última parte del reinado de Gruffydd fue considerada como "Época dorada"; según la Vida de Gruffudd ap Cynan Gwynedd estaba "salpicada con iglesias encaladas como las estrellas en el firmamento".

## Muerte y sucesión

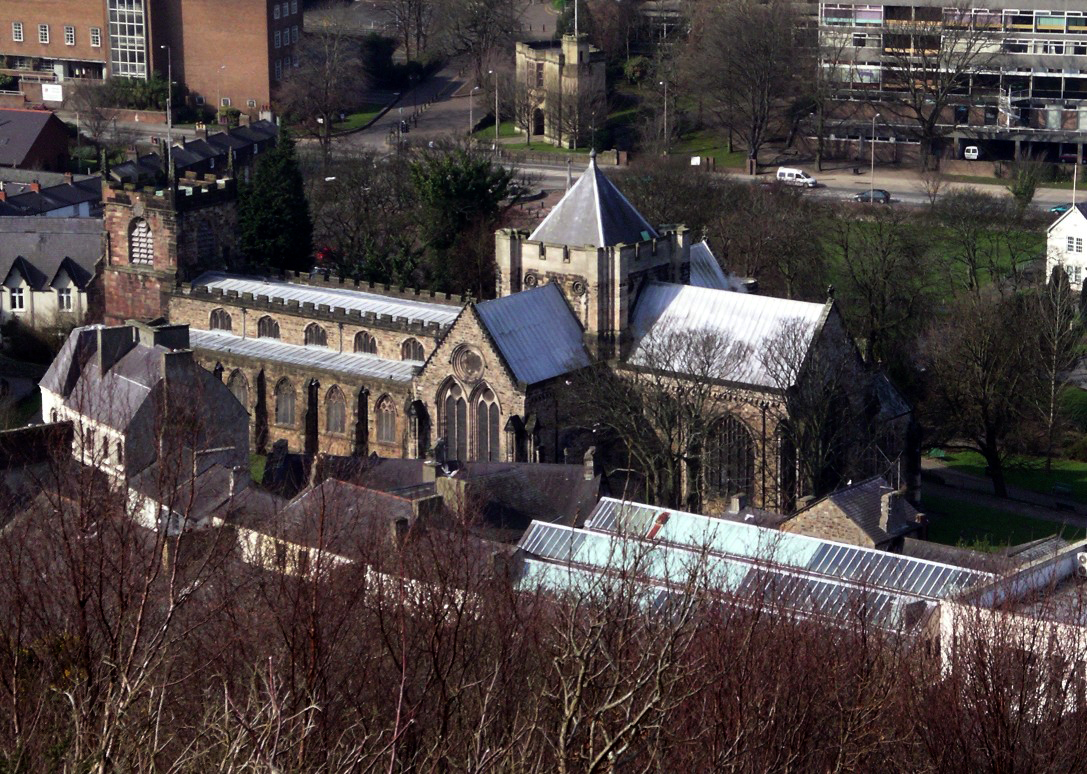
Gruffudd fue enterrado en la catedral de Bangor

Gruffudd murió en su cama, viejo y ciego, en 1137 y fue llorado por el analista de Brut y Tywysogion como la "cabeza y rey y defensor y pacificador de todo Gales". Fue enterrado junto al altar alto de la catedral de Bangor que había hecho reconstruir. También hizo donaciones a otras muchas iglesias, incluyendo una a la Catedral Christ Church, Dublín donde había asistido de niño. Fue sucedido como rey de Gwynedd por su hijo Owain Gwynedd. Su hija Gwenllian, casada con Gruffudd ap Rhys de Deheubarth, hijo de su aliado viejo Rhys ap Tewdwr, destacó también por su notable resistencia al dominio inglés.

## Descendencia
La línea familiar de Cynan muestra que tuvo varios hijos con diferentes mujeres. Con su esposa Angharad (hija de Owain ab Edwin) tuvo:
- Owain Gwynedd (Owain ap Gruffudd),[1] casado (1) Gwladus (Gladys) ferch Llywarch, hija de Llywarch ap Trahaearn (2) Cristin ferch Goronwy, hija de Goronwy ab Owain
- Cadwaladr ap Gruffudd, casada con Alice de Clare, hija de Richard Fitz Gilbert de Clare
- Cadwallon ap Gruffudd[5]
- Mareda
- Susanna, casado Madog ap Maredudd, príncipe de Powys
- Ranulht
- Agnes
- Gwenllian ferch Gruffudd, casada con Gruffydd ap Rhys, príncipe de Deheubarth

### Citas
1. 1 2  Lloyd, 2004, p. 93.
2. ↑  Hudson, p 83
3. ↑  Llwyd, 2002, p. 151.
4. ↑  Lloyd, 2004, p. 274.
5. ↑  Lloyd, 2004, p. 78.